# Legislatura de Virginia Occidental
La Legislatura de Virginia Occidental (en inglés: West Virginia Legislature) es la legislatura estatal (órgano encargado del Poder legislativo) del estado de Virginia Occidental, en Estados Unidos. Es un cuerpo legislativo bicameral, dividido entre el Senado (cámara alta) y la  Cámara de Delegados. Fue establecida bajo el Artículo VI de la Constitución de Virginia Occidental, luego de la separación del estado de Virginia durante la guerra civil estadounidense en 1863. Al igual que con su vecino y antiguo constituyente de la Asamblea General de Virginia, la cámara baja de la legislatura también se conoce como  "Cámara de Delegados".
La legislatura se reúne en el Capitolio Estatal, en Charleston.

## Condiciones
Los senadores se eligen por períodos de cuatro años y los delegados por períodos de dos años. Estos términos están escalonados, lo que significa que no todos los 34 escaños del Senado estatal están disponibles en todas las elecciones: algunos son elegidos en años de elecciones presidenciales y otros durante las elecciones intermedias.

## Organización
Las sesiones regulares de la legislatura comienzan el segundo miércoles de enero de cada año. Sin embargo, después de la elección de un nuevo gobernador, la sesión comienza en enero con el discurso del gobernador, pero luego se suspende hasta febrero. El primer día de la sesión, los miembros de la Cámara y el Senado se reúnen en sesión conjunta en la cámara de la Cámara donde el gobernador presenta su programa legislativo. La duración de la sesión general no puede exceder los 60 días, a menos que se prorrogue mediante una resolución concurrente adoptada por dos tercios de los votos de cada cámara. El gobernador puede convocar a la Legislatura para sesiones extraordinarias. Dada la naturaleza de tiempo parcial de la legislatura de West Virginia, no son infrecuentes las múltiples sesiones extraordinarias.

## Proceso legislativo
Las facturas, incluso las facturas de ingresos y las resoluciones pueden originarse en cualquiera de las dos cámaras. Los proyectos de ley deben someterse a tres lecturas en cada una de las cámaras antes de enviarse al gobernador.  Los proyectos de ley no pueden contener múltiples temas y no entran en vigencia hasta 90 días después del aplazamiento, a menos que se apruebe específicamente para que entre en vigencia inmediatamente por dos tercios de los miembros de cada cámara. 
Los proyectos de ley son redactados por la Oficina de Servicios Legislativos o por el abogado del personal legislativo, revisados por el patrocinador del proyecto de ley y presentados para su presentación al secretario de la cámara de la que es miembro. Los proyectos de ley se asignan a comités que hacen recomendaciones sobre un proyecto de ley en forma de informe de comité. 
El gobernador tiene el poder de vetar proyectos de ley. Para los proyectos de ley de presupuesto o los proyectos de ley de asignaciones suplementarias, se requiere que dos tercios de los miembros elegidos para cada cámara anulen el veto del gobernador a un proyecto de ley o el veto de una partida.  Para todos los demás proyectos de ley, se requiere una mayoría simple de cada casa. 